# Carlo Paolo Ernesto di Bentheim-Steinfurt
Carlo Paolo Ernesto di Bentheim e Steinfurt (30 agosto 1729 – 30 giugno 1780) fu un Conte di Steinfurt.
Era il figlio del regnante Conte Federico e di sua moglie, la Contessa Francesca Carlotte di Lippe-Detmold. Suo padre morì giovane e Carlo Paolo Ernesto diventò capo della famiglia Bentheim-Steinfurt nel 1733. Inizialmente, dovette condividere il potere nei territori di Steinfurt e Alpen con il suo prozio Stazio Filippo (1668-1749). Sotto la tutela del suo prozio, godette di una formazione eccellente. Il suo precettore Johann Christoph Buch lo accompagnò in diversi soggiorni per perfezionare le sue competenze in lingua straniera.
Nel 1748, sposò Carlotta Sofia, la maggiore delle figlie di Federico Guglielmo II, Principe di Nassau-Siegen. L'anno successivo, il suo prozio e reggente Stazio Filippo morì, e Carlo Paolo Ernesto assunse l'attività di governo. Talvolta, viveva a Parigi, dove conobbe Voltaire.
Carlo Paolo Ernesto aveva un forte interesse per la storia e collezionava libri rari, incunaboli, manoscritti, immagini, monete e curiosità di storia naturale. Nel 1765, cominciò la creazione del Parco di Steinfurter Bagno. Ebbe il benessere dei suoi sudditi a cuore; ai suoi sudditi piaceva e lo veneravano.
Nel 1770, entrò a far parte dell'Accademia delle Scienze del Palatinato a Mannheim. La figlia minore, Carolina di Bentheim e Steinfurt fu attiva come scrittrice.
Carlo Paolo Ernesto morì il 30 giugno 1780 e gli successe il figlio Luigi (1756-1817), che fu descritto come altamente istruito, intellettuale ed interessato questioni scientifiche ed economiche.